# Französische Eishockeynationalmannschaft
Die französische Eishockeynationalmannschaft der Herren ist die Auswahlmannschaft der Fédération française de hockey sur glace. Sie wurde nach der Weltmeisterschaft 2017 in der IIHF-Weltrangliste auf Platz 13 geführt. Mit dem achten Rang erreichte sie bei der Weltmeisterschaft 2014 die beste Platzierung seit dem Wiederaufstieg in die Top-Division 2007 und damit eine Leistung, die sie zuletzt 1995 zeigen konnte.

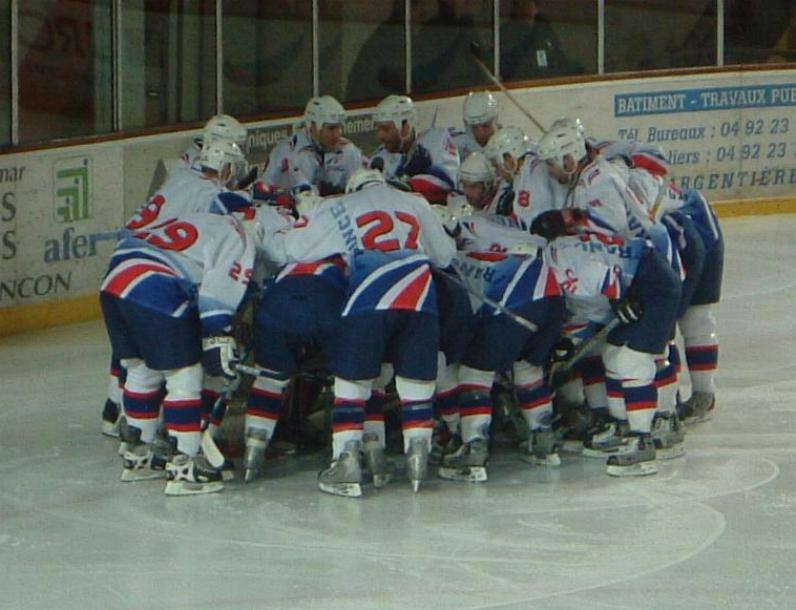
Die französische Mannschaft bei der Euro Ice Hockey Challenge 2003

## Bekannte Nationalspieler
- Philippe Bozon
- Cristobal Huet
- Franck Pajonkowski
- Serge Poudrier
- Christian Pouget
- Christophe Ville
- Denis Perez
- Jean-François Druel
- Laurent Meunier

## Platzierungen
Zur Vorbereitung auf die jährlichen Weltmeisterschaften nimmt die Nationalmannschaft regelmäßig an Turnieren der Euro Ice Hockey Challenge teil.
| Jahr          | Art     | Platzierung                                                   |
| ------------- | ------- | ------------------------------------------------------------- |
| 1920          | Olympia | 6. Platz                                                      |
| 1921 bis 1922 |         | nicht teilgenommen                                            |
| 1923          | EM      | Vizeeuropameister                                             |
| 1924          | Olympia | 6. Platz                                                      |
|               | EM      | Europameister                                                 |
| 1925          |         | nicht teilgenommen                                            |
| 1926          | EM      | 5. Platz                                                      |
| 1928          | Olympia | 5. Platz                                                      |
| 1929          |         | nicht teilgenommen                                            |
| 1930          | WM      | 6. Platz                                                      |
| 1931          | WM      | 9. Platz                                                      |
| 1932          | EM      | 6. Platz                                                      |
| 1933          |         | nicht teilgenommen                                            |
| 1934          | WM      | 11. Platz                                                     |
| 1935          | WM      | 7. Platz                                                      |
| 1936          | Olympia | 9. Platz                                                      |
| 1937          | WM      | 7. Platz                                                      |
| 1938 bis 1949 |         | nicht teilgenommen                                            |
| 1950          | WM      | 9. Platz                                                      |
| 1951          | WM      | 9. Platz (Platz 2 Gruppe B)                                   |
| 1952          | WM      | 15. Platz (Platz 6 Gruppe B)                                  |
| 1953          | WM      | 8. Platz (Platz 5 Gruppe B)                                   |
| 1954 bis 1960 |         | nicht teilgenommen                                            |
| 1961          | WM      | 16. Platz (Platz 2 Gruppe C)                                  |
| 1962          | WM      | 11. Platz (Platz 3 Gruppe B)                                  |
| 1963          | WM      | 14. Platz (Platz 6 Gruppe B)                                  |
| 1964          |         | nicht teilgenommen                                            |
| 1965          | WM      | 17. Platz (Platz 9 Gruppe B)                                  |
| 1966          | WM      | 20. Platz (Platz 4 Gruppe C)                                  |
| 1967          | WM      | 20. Platz (Platz 4 Gruppe C)                                  |
| 1968          | Olympia | 14. Platz                                                     |
|               | WM      | 14. Platz (Platz 6 Gruppe B)                                  |
| 1969          |         | nicht teilgenommen                                            |
| 1970          | WM      | 18. Platz (Platz 4 Gruppe C)                                  |
| 1971          | WM      | 16. Platz (Platz 2 Gruppe C)                                  |
| 1972          |         | nicht teilgenommen                                            |
| 1973          | WM      | 20. Platz (Platz 6 Gruppe C)                                  |
| 1974          | WM      | 19. Platz (Platz 5 Gruppe C)                                  |
| 1975          | WM      | 19. Platz (Platz 5 Gruppe C)                                  |
| 1976          | WM      | 19. Platz (Platz 3 Gruppe C)                                  |
| 1977          | WM      | 21. Platz (Platz 4 Gruppe C)                                  |
| 1978          | WM      | 22. Platz (Platz 6 Gruppe C)                                  |
| 1979          | WM      | 21. Platz (Platz 3 Gruppe C)                                  |
| 1980          |         | nicht teilgenommen                                            |
| 1981          | WM      | 21. Platz (Platz 5 Gruppe C)                                  |
| 1982          | WM      | 20. Platz (Platz 4 Gruppe C)                                  |
| 1983          | WM      | 21. Platz (Platz 5 Gruppe C)                                  |
| 1984          |         | nicht teilgenommen                                            |
| 1985          | WM      | 17. Platz (Platz 1 Gruppe C)                                  |
| 1986          | WM      | 12. Platz (Platz 4 Gruppe B)                                  |
| 1987          | WM      | 12. Platz (Platz 4 Gruppe B)                                  |
| 1988          | Olympia | 11. Platz                                                     |
| 1989          | WM      | 11. Platz (Platz 3 Gruppe B)                                  |
| 1990          | WM      | 12. Platz (Platz 4 Gruppe B)                                  |
| 1991          | WM      | 11. Platz (Platz 3 Gruppe B)                                  |
| 1992          | Olympia | 8. Platz                                                      |
|               | WM      | 11. Platz                                                     |
| 1993          | WM      | 10. Platz                                                     |
| 1994          | Olympia | 10. Platz                                                     |
|               | WM      | 10. Platz                                                     |
| 1995          | WM      | 8. Platz                                                      |
| 1996          | WM      | 11. Platz                                                     |
| 1997          | WM      | 10. Platz                                                     |
| 1998          | Olympia | 11. Platz                                                     |
|               | WM      | 13. Platz                                                     |
| 1999          | WM      | 15. Platz                                                     |
| 2000          | WM      | 15. Platz (Abstieg in die WM-Division I)                      |
| 2001          | WM      | 20. Platz (Platz 2 Division I Gruppe A)                       |
| 2002          | Olympia | 14. Platz                                                     |
|               | WM      | 19. Platz (Platz 2 Division I Gruppe A)                       |
| 2003          | WM      | 18. Platz (Platz 1 Division I Gruppe B)                       |
| 2004          | WM      | 16. Platz (Abstieg in die WM-Division I)                      |
| 2005          | WM      | 20. Platz (Platz 2 Division I Gruppe B)                       |
| 2006          | WM      | 20. Platz (Platz 2 Division I Gruppe A)                       |
| 2007          | WM      | 18. Platz (Platz 1 Division I Gruppe A, Aufstieg in die A-WM) |
| 2008          | WM      | 14. Platz                                                     |
| 2009          | WM      | 12. Platz                                                     |
| 2010          | WM      | 14. Platz                                                     |
| 2011          | WM      | 12. Platz                                                     |
| 2012          | WM      | 9. Platz                                                      |
| 2013          | WM      | 13. Platz                                                     |
| 2014          | WM      | 8. Platz                                                      |
| 2015          | WM      | 12. Platz                                                     |
| 2016          | WM      | 14. Platz                                                     |
| 2017          | WM      | 9. Platz                                                      |
| 2018          | WM      | 12. Platz                                                     |
| 2019          | WM      | 15. Platz (Abstieg in die Division IA)                        |
| 2022          | WM      | 12. Platz                                                     |
| 2023          | WM      | 12. Platz                                                     |
| 2024          | WM      | 14. Platz                                                     |
| 2025          | WM      | 16. Platz (Abstieg in die Division IA)                        |